# Negativismus (Psychiatrie)
Der Begriff Negativismus (von lat. negare für ‚verneinen‘, ‚ablehnen‘) wird in der Psychologie und Psychiatrie in klinischen (also krankheitswertigen) und nichtklinischen Zusammenhängen als Bezeichnung für objektiv „sinn- und antriebswidriges“ Verhalten verwendet. Als klinisches Symptom resultiert Negativismus dabei in der Tendenz einer Person, ohne erkennbaren Grund die Befolgung sinnvoller Anweisungen oder Ratschläge oder auch eigener Intentionen zu verweigern bzw. sich exakt gegenteilig zu verhalten. Im Einzelfall mögen motorische, sprachliche oder konkrete Alltagshandlungen bzw. entsprechende Aufforderungen gemeint sein. Bezogen auf den nichtklinischen Bereich kann sich die Verwendung des Begriffes auf vorübergehend vorkommendes Trotz- oder Verweigerungsverhalten beziehen.

## Einführung und Differenzierung des Begriffes
Wahrscheinlich war es Karl Ludwig Kahlbaum, der die Bezeichnung Negativismus 1874 im Zusammenhang mit Symptomen der Katatonie bzw. der katatonen Schizophrenie einführte. Je nachdem, ob das zu bezeichnende Verhalten hauptsächlich in einer Verweigerung der Befolgung von Anweisungen oder vielmehr noch im Ausführen einer genau entgegengesetzten Handlung besteht, werden die Differenzierungen passiver und aktiver Negativismus benutzt. Zuweilen wird zudem zwischen einem äußeren Negativismus einerseits, der sich gegen eben „äußere Einwirkungen“ richtet, und einem inneren Negativismus andererseits, der sich gegen die eigenen Absichten richtet, unterschieden.
Explizit als Symptomatik aufgeführt wird Negativismus bezüglich der ICD-Diagnosen der Katatonie, des sekundären katatonischen Syndroms (ICD-11) und der katatonen Schizophrenie (ICD-10). Ausprägungen des Negativismus können weiter bei hirnorganischen Schädigungen oder bei Autismus-Spektrum-Störungen vorkommen. Das Adjektiv negativistisch wird außerdem mitunter im Rahmen der Diagnose einer passiv-aggressiven Persönlichkeitsstörung benutzt.
Im normalpsychischen Bereich zeigt sich eine Art Negativismus bei Kindern während der alltagssprachlich als „Trotzphase“ bezeichneten Entwicklungsspanne. Das absichtliche Nichtbefolgen von aus Sicht der Eltern sinnvollen Anweisungen und manchmal eventuell vom Kind selbst eigentlich gewünschten Handlungen (z. B. das völlig übermüdete Kind, das entgegen allen Aufforderungen und der eigenen Müdigkeit einfach nicht ins Bett will) mag hier als Beispiel angeführt werden. Während der Pubertät zeigen sich ebenfalls häufiger Verhaltenstendenzen, die den Anweisungen und Ratschlägen der Erwachsenen zuwiderlaufen.
In weniger symptomorientierter Verwendung findet man die Worte Negativismus oder negativistisch ggf. auch schlicht als Gegenteil von Optimismus oder alternativ zu Pessimismus.